# 金明淳

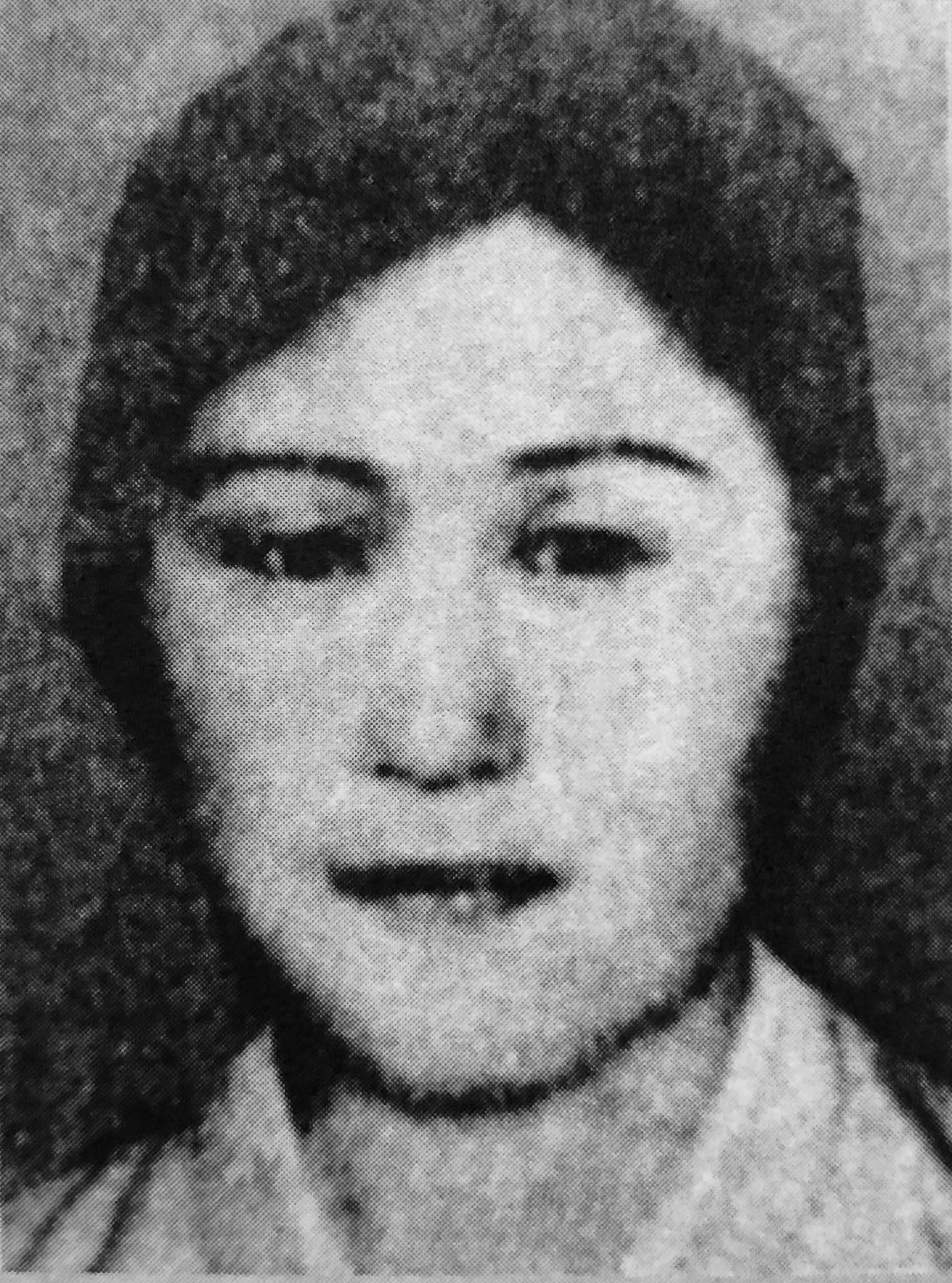
1930年代

金 明淳（キム・ミョンスン、朝鮮語: 김명순、1896年1月20日 - 1951年6月22日）は、日本統治時代の朝鮮と韓国のフェミニズム活動家、詩人、作家、小説家、映画俳優である。 自由恋愛を主張したが、朝鮮儒学者たちの激しい非難と攻撃を受けて、日本の東京で亡命して余生を送った。 初名は彈實、字は箕貞、號は彈實·望洋草·茫洋草、筆名は彈實、望洋草、茫洋草、望洋生、茫洋生。

## 略歴
1896年平安南道の平壌で生まれた。彼女の父親は平壌で富裕なキム・ヒギョンという人物であった。1902年に平壌にある南山峴学校に通い、基督教系の学校である平壌サチャンゴル・ヤソ教学校で学んだ。1911年ソウルにある進明女子学校に進学し、東京に留学したりもした。1917年に淑明女子高等普通学校を卒業し、伝統的な結婚観に対する否定や、女性解放に対する意識を深めていった。
彼女は封建的な家父長制度に幻滅し、このことが彼女のその後の生き方や作品に大きな影響を与えることになる。伝統的な男女間の矛盾した関係を克服した新しい恋愛を渇望しながら男性と女性の主体的な関係こそが正しい関係だと考えた。この時期に雑誌「青春(청춘)」の現象文芸に短編小説『疑心の少女(의심의 소녀)』が入選し文壇にデビューした。『疑心の少女』は、伝統的な男女関係のまま結婚することで発生する悲劇的な女性の最後を描いた作品で、この作品を通じて女性解放のための精神を表現した。
その後、短編『七面鳥(칠면조)』(1921)、『振り返る時(돌아볼 때)』(1924)、『タンシリとチュヨンイ(탄실이와 주영이)』(1924)、『夢を埋める日の夜(꿈 묻는 날 밤)』(1925)などを発表した。
一方、『憧憬(동경)』、『昔の歌よ(옛날의 노래여)』、『蒼穹(창궁)』、『神々しい歌(거룩한 노래)』などの詩も創作している。
1925年には詩集『生命の果実(생명의 과실)』を出版するなど活発な活動をしていたが、その後日本の東京に渡り作品も書かずに貧しい暮らしに苦労しながら、複雑な恋愛事件により精神病を患い死亡した。彼女の死については正確な情報はない。
小説家、金東仁の小説『キム・ヨンシル伝(김연실전)』の実在モデルとして知られている開化期の新女性である。 